# Hana to Jume
A Hana to Jume (花とゆめ, jelentése Virágok és Álmok) japán sódzso manga magazin.
A lap havonta kétszer jelenik meg a Hakusensha kiadó gondozásában. A magazin a fiatal lányokat célozza, ennek megfelelően a benne megjelenő történetek túlnyomó többséggel a romantikus, vígjáték és fantasy kategóriába tartoznak.
A Hana to Jume 1974 májusában jött létre. 1975-től havonta kétszer jelenik meg, jelenleg minden hónapban 5-én és 20-án.
A lap népszerű sorozata volt a Hana-Kimi.